# Hechtel-Eksel
Hechtel-Eksel est une commune néerlandophone de Belgique située en Région flamande dans la province de Limbourg. Elle résulte de la fusion de deux anciennes communes, devenues sections, lors de la fusion des communes de 1977.

## Sections de la commune
| # | Section | Superf. (km²) | Habitants (2020) | Habitants par km² | Code INS |
| - | ------- | ------------- | ---------------- | ----------------- | -------- |
| 1 | Hechtel | 36,13         | 6.793            | 188               | 72038A   |
| 2 | Eksel   | 40,54         | 5.964            | 172               | 72038B   |

### Localités
Hoksent, Locht, Winner

## Héraldique
|  | La commune possède des armoiries qui lui ont été octroyées le 7 mai 1985. Ce sont les armoiries d'origine d'Eksel. Les armoiries d'Eksel lui avaient été ioctroyées le 23 octobre 1905. Elles étaient inspirées du plus ancien sceau du village datant de 1625. La signification des pals n'est pas connue. Les lettres représentent le nom du village. Blasonnement : D'argent à trois pals de sable inclinées à gauche, respectivement chargées des lettres majuscules E X L d'or. (Traduction libre) Source du blasonnement : Heraldy of the World. |

## Évolution démographique de la commune fusionnée
Graphe de l'évolution de la population de la commune. Les données ci-après intègrent les anciennes communes dans les données avant la fusion en 1977.
- Source : DGS - Remarque: 1831 jusqu'à 1981=recensement; depuis 1990=nombre d'habitants chaque 1er janvier[3]